# Saturday Night Slam Masters
Pour les articles homonymes, voir Saturday Night.
Saturday Night Slam Masters (マッスルボマー, Muscle Bomber: The Body Explosion) est un jeu vidéo de catch développé et édité par Capcom sur CP System [Dash] en décembre 1993. Il a été porté sur Mega Drive et Super Nintendo (et au Japon sur FM Towns Marty),.

## Système de jeu
Dans Saturday Night Slam Masters, le but est de vaincre l'adversaire.
Pour cela 3 choses sont possibles :
- Avoir plus d'énergie que son adversaire à la fin des 3 minutes (durée maximum du match).
- Vider l'énergie de son adversaire en le frappant et en lui faisant des prises, puis faire un pin.
- Forcer son adversaire à abandonner le match.

Le jeu repose sur l'utilisation de trois boutons ; le premier pour frapper, le second pour sauter et le dernier pour faire les pins. Les déplacements se font comme dans les beat them all en longueur et en largeur.
Des coups spéciaux sont également faisables et infligent plus ou moins de dégâts.

## Portages
- Mega Drive : 1994
- Super Nintendo : 1994

## Série
1. Saturday Night Slam Masters
2. Muscle Bomber Duo: Ultimate Team Battle : 1993
3. Ring of Destruction: Slammasters II : 1994